# Bútor

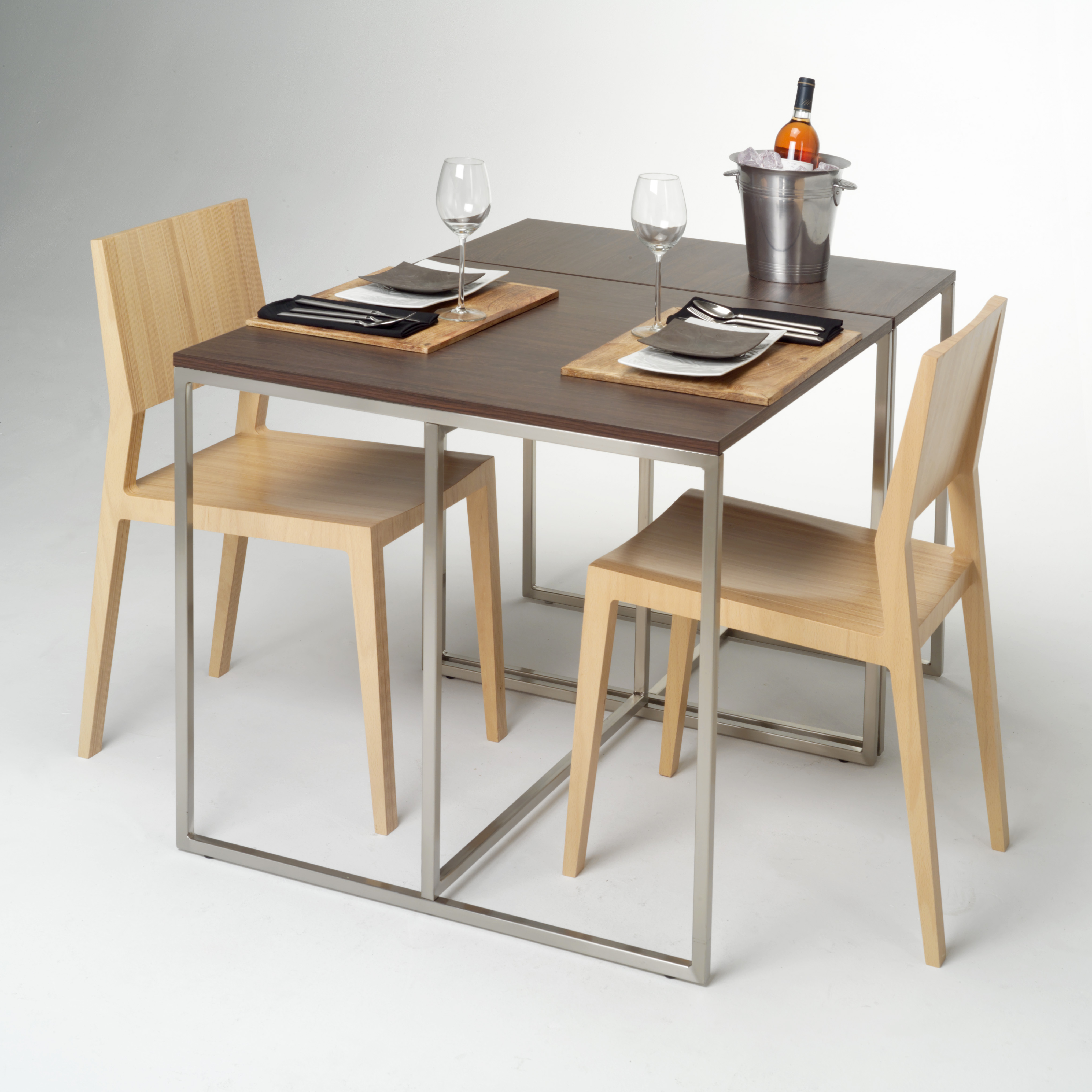
Kétszemélyes étkezőasztal székekkel

A bútor elsősorban beltéren alkalmazott berendezési tárgy. Alkalmazási területe főként a lakásokra, üzletekre, irodákra és más hasznosítású épületek belső tereire terjed ki, de kültéri használata is előfordul. A bútor ingóság, azaz jellemzően nem képezi ingatlan elválaszthatatlan részét.
Más berendezési tárgyakkal (pl. függönyök, szőnyegek, szobanövények) szemben a bútor mindig konkrét célt szolgál, mégpedig elsősorban emberek, állatok és tárgyak tág értelemben vett elhelyezését: ez emberek esetén fekvést, ülést, tárgyak esetén tárolást jelent. A különböző bútortípusok besorolása nem egyértelmű, különféle kritériumok alapján más-más eredményt adhat.
A bútorok jellemzően olyan elemei a berendezésnek, amelyek önmagukban stabilan állnak a térben, ellentétben például az olyan lakástextilekkel, mint a szőnyegek vagy a függönyök.

## További információk

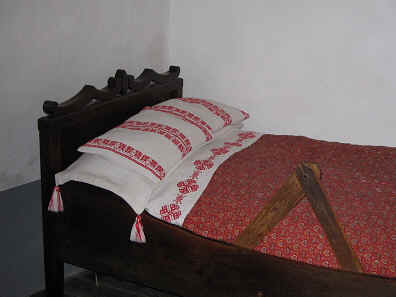
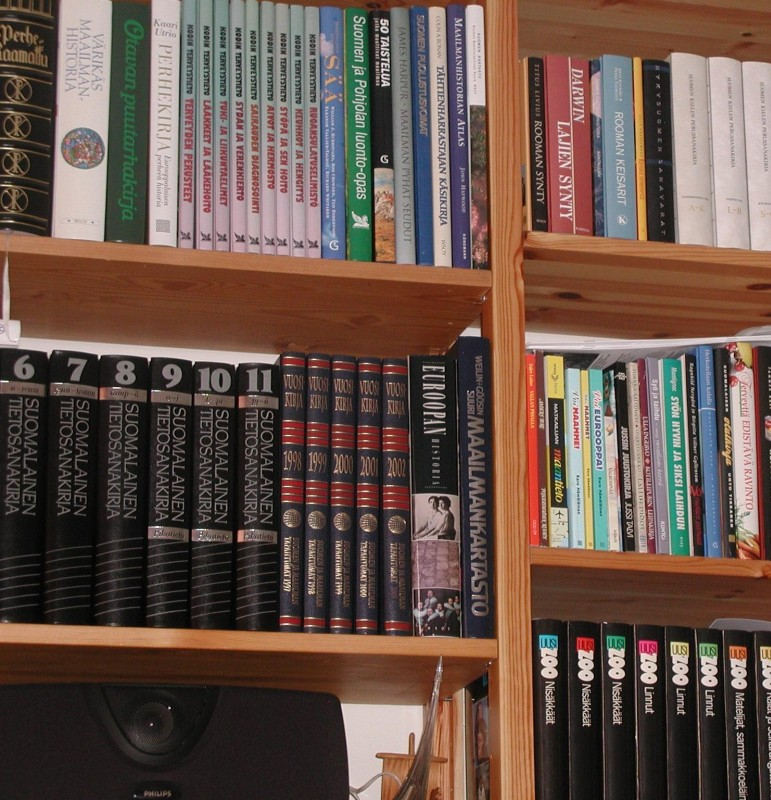
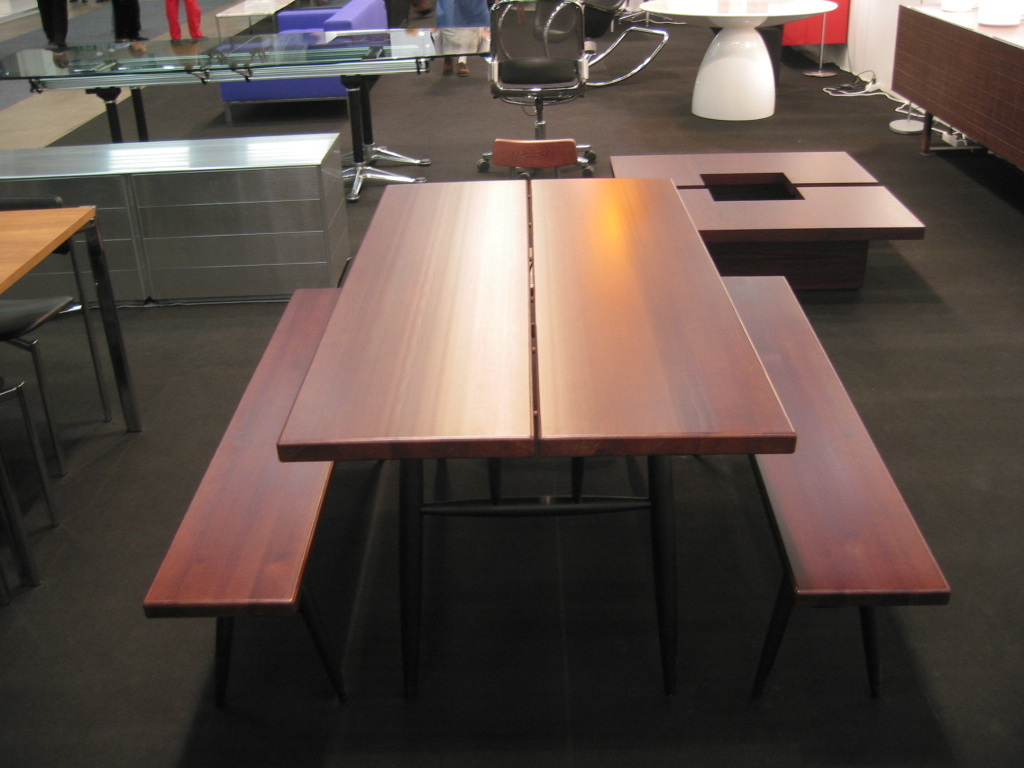
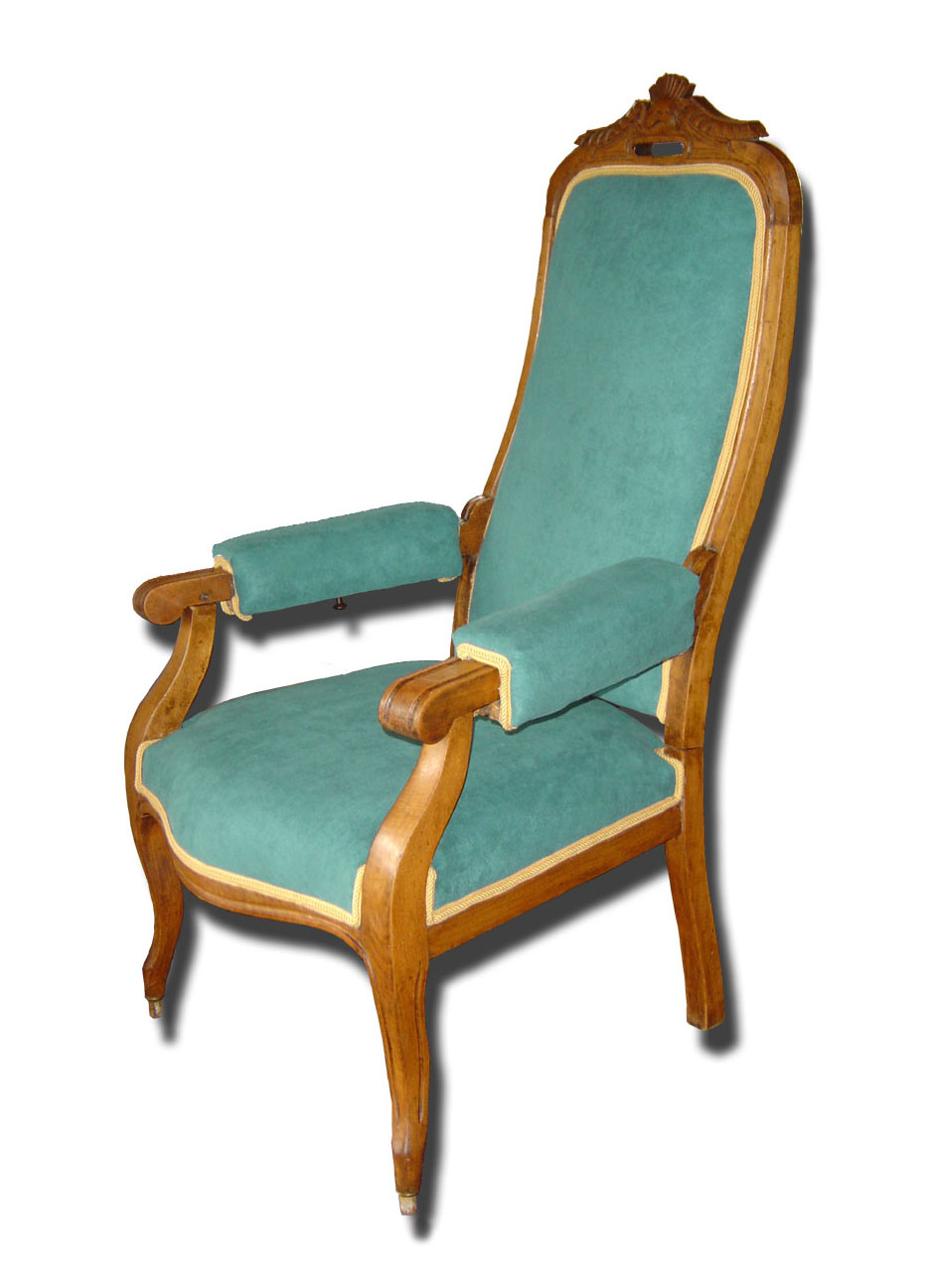
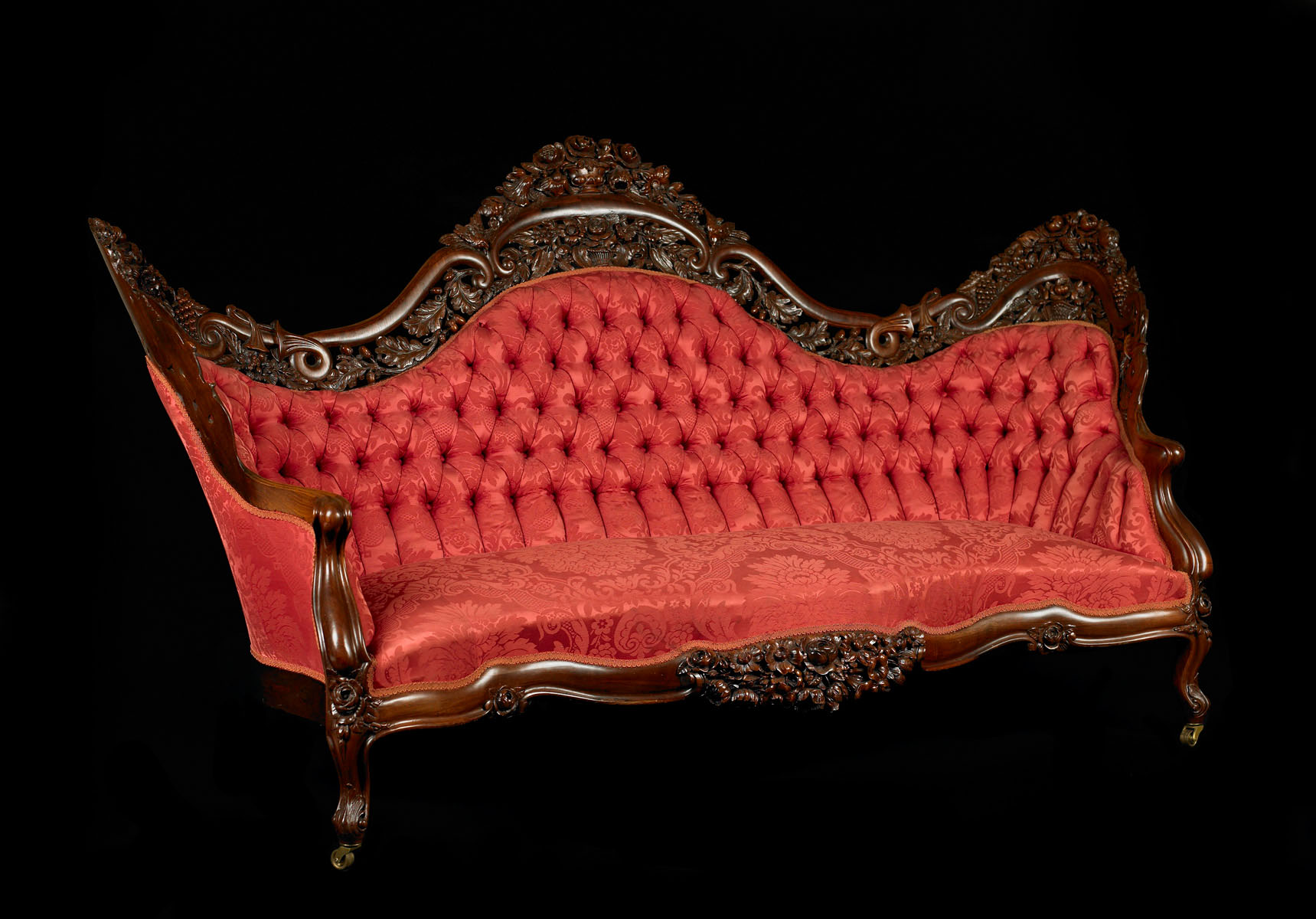
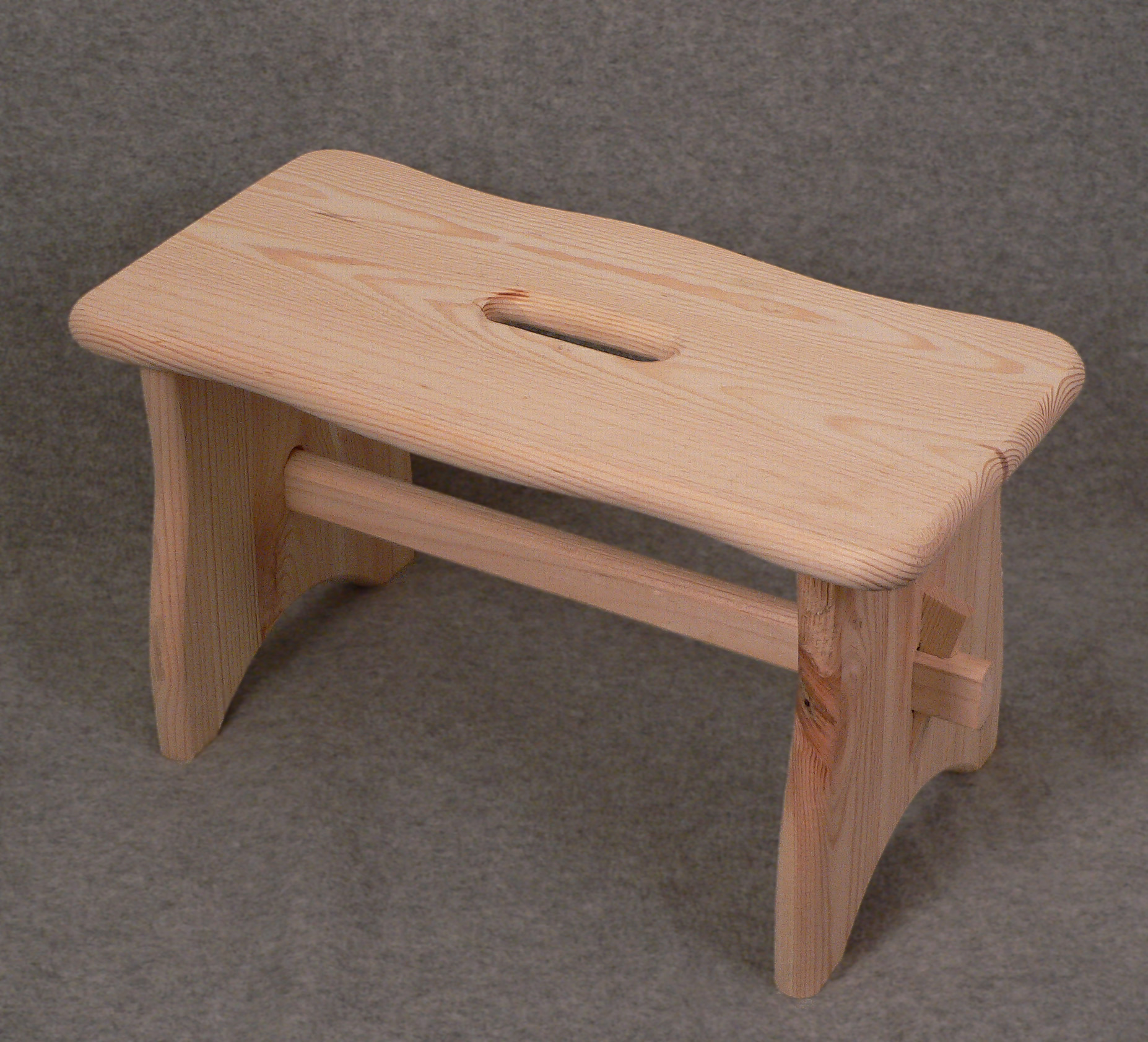
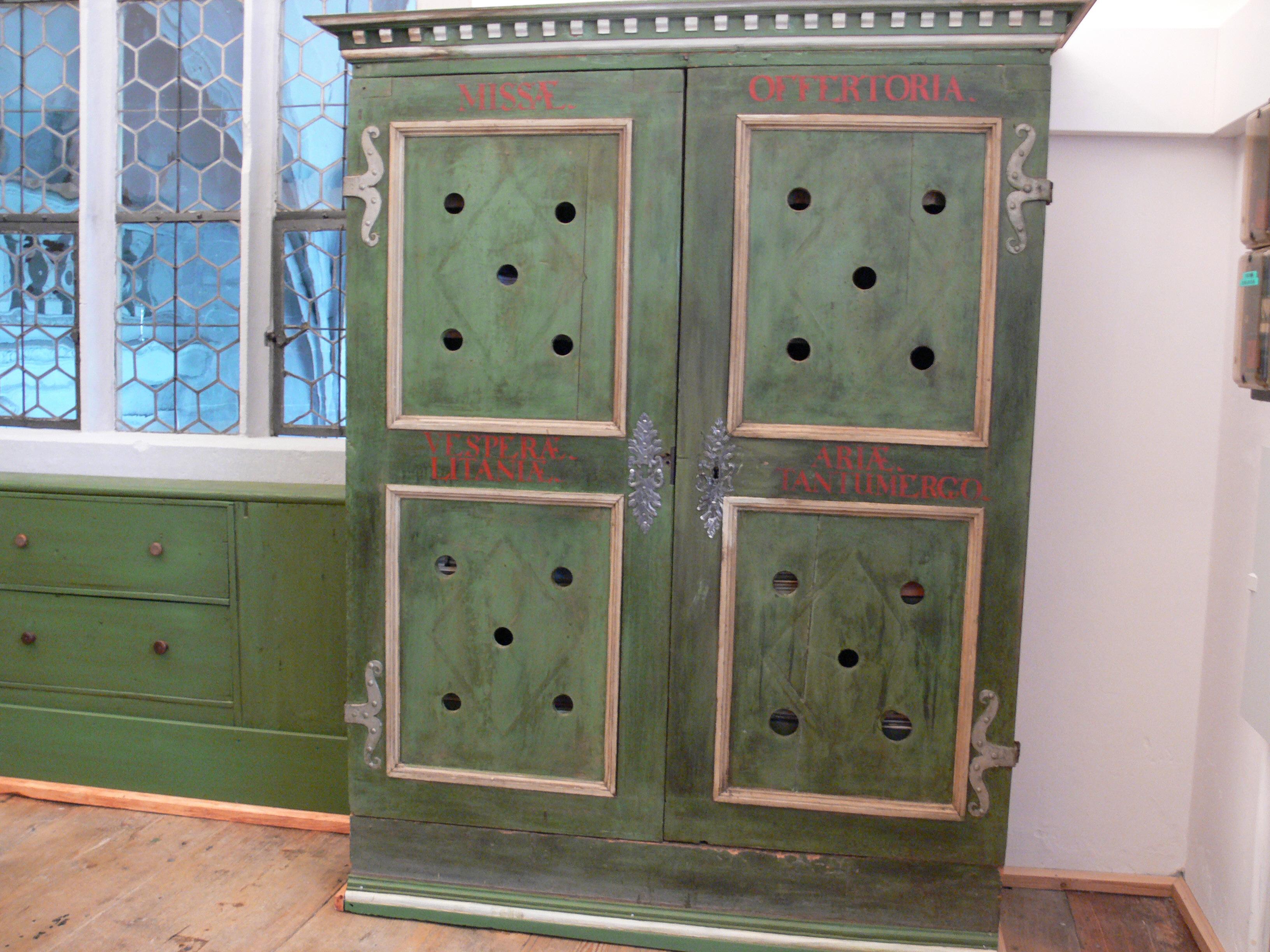
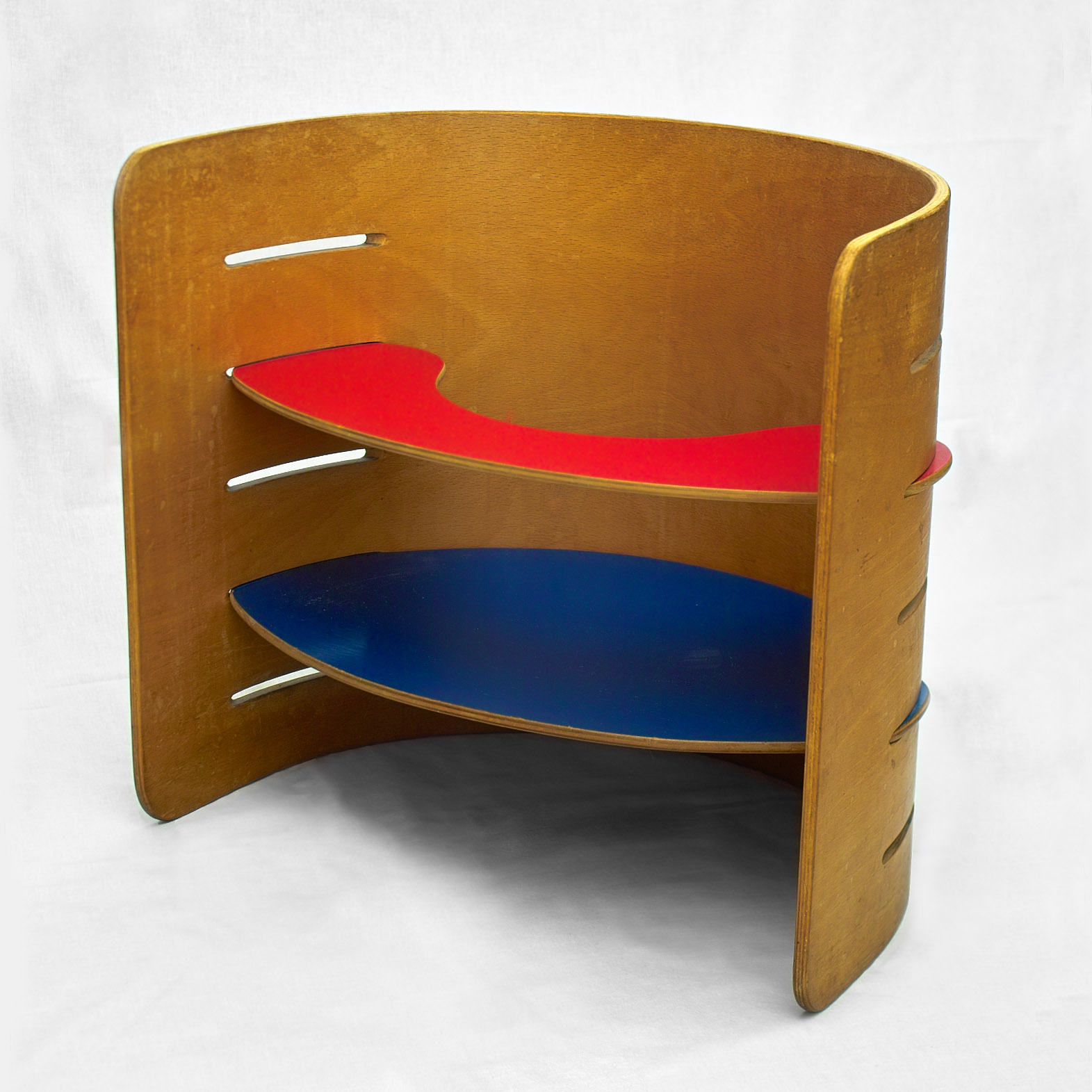

## Fordítás
- Ez a szócikk részben vagy egészben a Möbel című német Wikipédia-szócikk ezen változatának fordításán alapul.  Az eredeti cikk szerkesztőit annak laptörténete sorolja fel. Ez a jelzés csupán a megfogalmazás eredetét és a szerzői jogokat jelzi, nem szolgál a cikkben szereplő információk forrásmegjelöléseként.